# KV-85

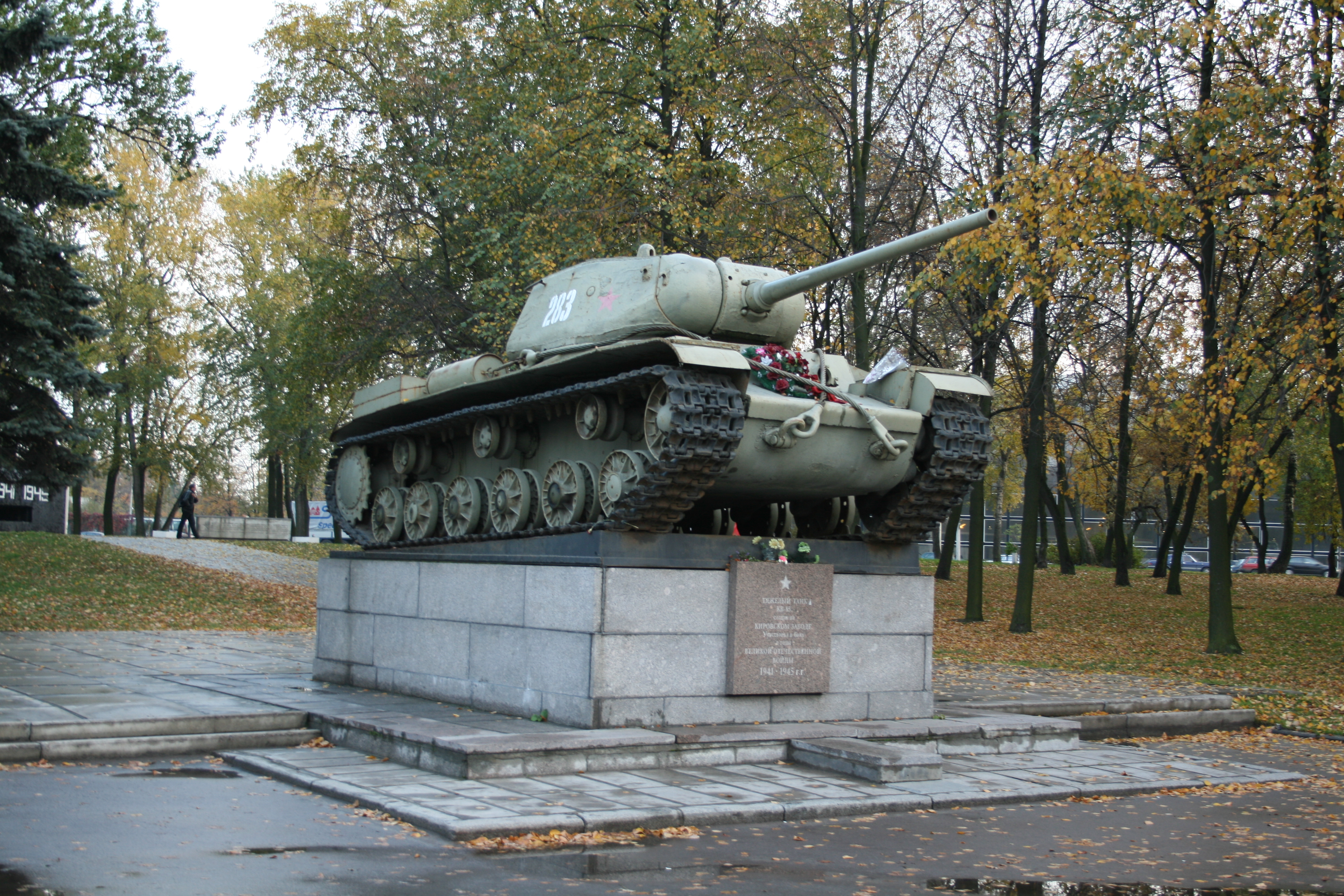
KV-85

De Kliment Voroshilov 85 of kortweg de KV-85 (Russisch: КВ-85) was een zware Russische tank gebouwd door de Sovjet-Unie tijdens de Tweede Wereldoorlog. Ze is genoemd naar Kliment Vorosjilov.

## Ontstaan
De KV-85 werd gebaseerd op het onderstel van de KV-13-prototypetank. Veel van de technische onderdelen, waaronder de motor, werden gebruikt. De vering werd omlaag gebracht, wat meer steun gaf op modderig terrein en wat ervoor zorgde dat er meer bepantsering op de tank geplaatst kon worden. De koepel was bijna ovaalvormig en had een pantserdikte van 100 mm, wat het een sterke tank maakte. De tank woog 44 ton en had bepantsering tussen de 120 mm en 90 mm.
De motor gaf de tank een maximumsnelheid van 37 km/h. De tank kon 241 kilometer rijden voor hij moest worden bijgetankt.
De eerste modellen verschenen in november 1943, gewapend met een 85-mm-L51,2-kanon. Er is nergens geregistreerd dat deze tanks ook echt ingezet zijn. Wel zijn er 104 van deze tanks omgebouwd met een 122-mm-kanon.
De modellen uit 1943 werden na de lente alleen maar uitgerust met een 122 mm L43 D-25 (Model 43) kanon en een minimum verdedigingsdikte van 100 mm en de koepel 102 mm. Dit model werd bekend als de IS-122 of IS-II (Jozef Stalin II). 102 KV-85 werden uit dienst genomen om omgebouwd te worden.
Toen de nieuwe 122mm-modellen in februari beschikbaar werden, werden ze in aparte regimenten geplaatst: de ОСТТР. Deze regimenten werden de 'doorbraakregimenten' (Russisch: полки отверстия) genoemd. Ze werden, vanwege de hoge kosten, alleen bij grote operaties gebruikt.
De eerste operatie van de nieuwe IS-II was in Roemenië in april 1944 waar de afhankelijke 'doorbraakregimenten' aan hun eerste gevecht deelnamen tegen s.Pz.Abt. 503's.
Een maand later zagen de IS-II's de Duitse Tijger-tank bij het plaatsje Tirgu Frumos die vanaf 2.200 meter de IS-II's beschoten. Maar een IS werd vernietigd en de Duitsers werden naar het zuiden gedreven.
De IS-II had wel moeite met de slag, aangezien de IS-II maar op 1200 meter accuraat kon schieten vanwege de slechte richters waarmee hij was uitgerust.
Eind 1944 bevatte elk verdedigingsbataljon 65 IS-tanks, 3 SU-76-tankjagers, 19 gepantserde transportvoertuigen en 3 BA-64's. Deze troepen waren bedoeld om de fronten te versterken, ondersteund door zwaarbewapende infanterie-eenheden.

## IS-II's in de ruïnes van Berlijn
De Duitse Panther en de IS-2-tanks waren grofweg gelijk aan elkaar als het gaat om pantserdikte en schietfaciliteiten. Tot op 1000 meter konden beide tanks elkaars pantser doorboren; alleen op grotere afstanden waren de kanonnen niet accuraat genoeg. De Sovjets hadden 25 kg-HE-granaten terwijl de Duitsers 4,7 kg 'normale' granaten hadden.
De ruïnes in Berlijn waren voor zowel de Duitse als de Russische tanks een erg moeilijk toegankelijk gebied. Maar vooral de Russen hadden het moeilijk vanwege de grote lopen van de IS-II's. Alleen de T-34's konden nog goed manoeuvreren door de smalle straten. Ook de rupsbanden van de IS-II's waren niet goed genoeg om door het puin te rijden, waardoor er vaak oponthoud was.
Tevens hadden de Duitsers 8,8cm-Flakkanonnen in de stad geplaatst die eerst door infanterie geruimd moesten worden voor de tanks erdoor konden.
De Tijgertank was ook een van de grootste problemen want deze tank kon makkelijk manoeuvreren en had goed beschermde rupsbanden. Alleen door het feit dat er maar weinig van over waren, omdat die naar West-Europa werden gestuurd, konden de Tijgers de sovjets niet tegenhouden.